# Jörg Kastner

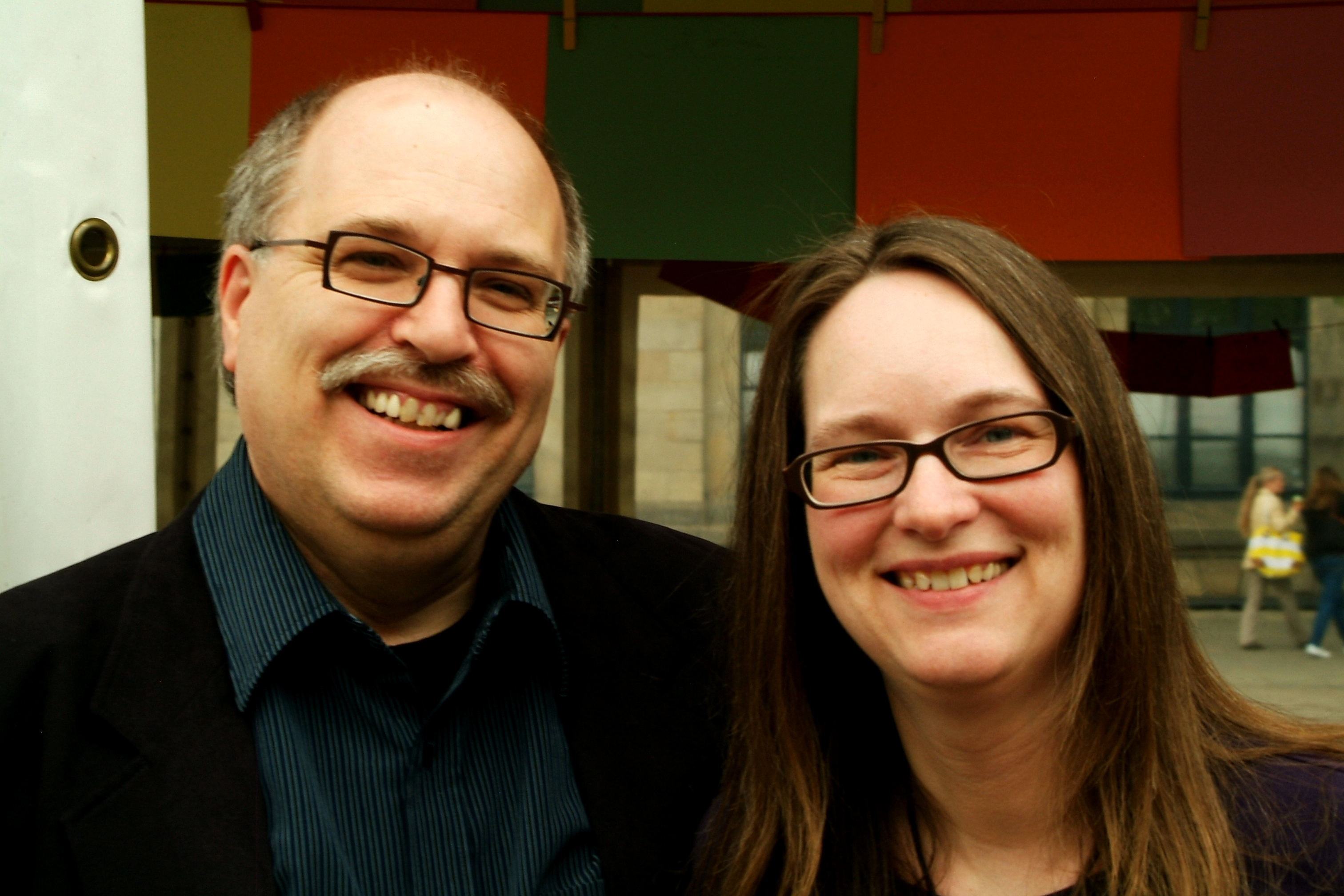
Jörg und Corinna Kastner lasen während „Hannover im Wort“ zur Bücherverbrennung in Hannover

Jörg Kastner (* 15. Dezember 1962 in Minden) ist ein deutscher Schriftsteller.

## Leben und Beruf
Nach dem Abitur am Mindener Besselgymnasium und dem Wehrdienst studierte Kastner ab 1984 Rechtswissenschaften an der Universität Bielefeld. Während des Studiums begann er mit dem Schreiben von Zeitschriftenartikeln und Kurzgeschichten. Auch für Heftromane wie Jerry Cotton, Trucker King und die eigenkonzipierte Reihe !Amerika! trug er zahlreiche Bände bei. 1991 erschien sein erstes Buch: Das große Raumschiff Orion Fanbuch.
1993 legte Kastner das zweite Staatsexamen als Volljurist ab, entschied sich aber gegen eine juristische Karriere. Stattdessen verfolgte er eine berufliche Laufbahn als freischaffender Schriftsteller mit fantastischen Erzählungen und geschichtlichen Romanen. Mitte der 1990er Jahre gelang Kastner der Durchbruch zum breiten Lesepublikum mit der Germanensaga um Arminius (Hermann der Cherusker).
Kastners bislang größter Bucherfolg sind die Vatikan-Thriller um den Engelspapst. Unter dem Pseudonym Jan Lucas schreibt er Krimis (Cyrus-Doyle-Reihe) sowie unter dem Pseudonym Ralf Langroth Thriller aus der deutschen Nachkriegszeit (Philipp-Gerber-Reihe, derzeit vier Bände).
Jörg Kastner lebt als freier Schriftsteller mit seiner Frau  Corinna in Hameln.

## Werke

### Mystery-Thriller
- Engels-Trilogie:
  - Der Engelspapst (2000)
  - Der Engelsfluch (2003)
  - Der Engelsfürst (2006)
- Mozartzauber (2001), Neuauflage 2004 unter dem Titel Sonnenkreis
- Teufelsbücher:
  - Teufelszahl (2008)
  - Teufelssohn (2010)

### Historische Romane
- Germanen-Saga:
  - Thorag oder Die Rückkehr des Germanen (1996)
  - Der Adler des Germanicus (1997)
  - Marbod oder Die Zwietracht der Germanen (1998)
  - Die Germanen von Ravenna (1999)
  - Arminius – Fürst der Germanen (2001)

- Anno 1074 – Der Aufstand gegen den Kölner Erzbischof (1998)
- Anno 1076 – Die Schatten von Köln
- Die Flügel des Poseidon (1996)
- Die Oase des Scheitans (2000)
- Im Schatten von Notre-Dame (2000)
- Widukinds Wölfe (August 2001)
- Die Farbe Blau (Februar 2005)
- Das wahre Kreuz (März 2007)
- Die Tulpe des Bösen (November 2008)

### Phantastische Romane
- Das Runenschwert (1997)
- Die Nebelkinder (2000)
- Die Steinprinzessin (mit Corinna Kastner) (Juli 2002)

### Spannungsromane und Krimis
- Wenn der Golem erwacht (2000)
- Dr. Watson und der Fall Sherlock Holmes (1994)
- Sherlock Holmes und der Schrecken von Sumatra (1997)

### Bücher zu Film & Fernsehen
- Das große Raumschiff-Orion-Fanbuch (1991)
- Das große Karl-May-Buch (1992)
- Schaumpatrouille
- Speed